# Luodonsaari (ö i Norra Savolax)
Luodonsaari är en ö i Finland. Den ligger i sjön Nerkoonjärvi och i kommunen Idensalmi i den ekonomiska regionen  Övre Savolax ekonomiska region  och landskapet Norra Savolax, i den centrala delen av landet, 400 km norr om huvudstaden Helsingfors. Öns area är 1,5 hektar och dess största längd är 270 meter i sydöst-nordvästlig riktning.